# CD16
En inmunología se denomina CD16 (del inglés cluster of differentiation 16) o FcγRIII a un tipo de  proteína de membrana propio del sistema inmunitario de los mamíferos. Se caracteriza por poseer un peso molecular de 50-80 kDa y su naturaleza bioquímica lo encuadra dentro de la familia de las inmunoglobulinas. Su función biológica en la célula es: actuar como componente del receptor de baja afinidad para Fc, FcγRIII, y mediar en la fagocitosis y citotoxicidad debida a células dependientes de anticuerpos. Se expresa específicamente en neutrófilos, células NK y macrófagos.